# Elizabeth Franks
Elizabeth Franks (Sydney, 12 agosto 1942) è un'ex cestista australiana.

## Carriera
Con l'Australia ha disputato i Campionati mondiali del 1971.